# Geschichte der Abderiten
Geschichte der Abderiten (aanvankelijk bekend als Die Abderiten: eine sehr wahrscheinliche Geschichte) is een roman van Christoph Martin Wieland bestaande uit vijf boeken, geschreven tussen 1773 en 1780. Het werk is een satire die zich in de Griekse stadstaat Abdera afspeelt. De eerste vier boeken spelen rond het jaar 400 v.Chr., het laatste is later gesitueerd, wellicht omstreeks 305 v.Chr. De historische nauwkeurigheid is evenwel slechts bijzaak; in de geest van het classicisme plaatst Wieland zijn historie in de Oudheid en noemt zichzelf een ‘geschiedschrijver’, maar de grote meerderheid van zijn personages is verzonnen en dient louter als raamwerk voor zijn sleutelroman. Dat concept vat hij trouwens letterlijk op: als nawoord geeft hij letterlijk „De sleutel tot de geschiedenis der Abderieten”, die in wezen banaal is. Naar eigen zeggen leed hij op een mooie herfstavond in 1773 aan een gebrek aan inspiratie, waardoor hij ontevreden met zichzelf was; hij beschouwde zichzelf als een domkop. Toen ging hij aan een tafel zitten en besloot de geschiedenis van Abdera te schrijven, een antiek staatje dat uit spreekwoordelijke domkoppen bestond. Mettertijd merkten hem steeds meer mensen op dat ze er hun eigen stad, notabelen of kennissen in herkenden; de allegorie van de roman is zodoende als het ware uit zichzelf ontstaan doordat het verhaal voor Wielands lezers een hoge herkenbaarheid bleek te hebben.

## Ontstaansgeschiedenis
Wieland begon aan Geschichte der Abderiten toen hij veertig jaar oud was; het werk markeerde het begin van zijn tweede grote periode van creativiteit. Op dat moment woonde hij in Weimar, alwaar hij als leraar van prins Karel August werkte, totdat hij 1775 met pensioen zou gaan. Tussendoor gaf hij een tijdschrift uit, Der teutsche Merkur. In 1781 werden alle vijf volumes van de Abderiten uitgegeven. Het verhaal is humoristisch en ironisch, en weerspiegelt de nonchalante vertelstijl die Wieland kenmerkt: hij schrijft in een Plauderton en spreekt de lezer geregeld rechtstreeks toe. De verhaaltechnische ontwikkeling is eenvoudig en overzichtelijk gehouden; dit is een gevolg van het feit dat Wieland de stof tijdens het schrijven verzon, zoals hij in hoofdstuk 6 van het eerste boek expliciet toegeeft, wanneer hij het over ene Gulleru heeft: „Denn, kurz und gut — ich weiß selbst kein Wort von allem dem, was Sie von mir wissen wollen; und da ich nicht die Geschichte der schönen Gulleru schreibe, so begreifen Sie, daß ich in Absicht auf diese Dame zu nichts verbunden bin.” (Want, kort gezegd: ik weet zelf niets van dat alles wat u van mij wilt weten; en daar ik niet de geschiedenis van de mooie Gulleru aan het schrijven ben, begrijpt u dat ik met betrekking tot deze dame nergens toe verplicht ben.) Gulleru wordt verderop in de roman dan ook nergens meer vermeld.

## Verhaal

### Voorbericht
Wieland geeft een opsomming van antieke geschiedschrijvers en zegt dat het best mogelijk is, zijn boek als een geschiedenis van het menselijke verstand te lezen; echter, per slot van rekening is dat wat álle geschiedenisboeken moeten zijn.

### Eerste boek. Democritus onder de Abderieten
Na twintig jaar omzwervingen over de gehele wereld komt Democritus terug naar Abdera, de stad waar hij ooit geboren werd. De Abderieten zijn een trots volkje, dat zichzelf als kunstminnend en gecultiveerd beschouwt. Ze hebben prachtige tempels die helaas in kleine steegjes staan waardoor niemand ze ziet, en in hun raadszalen hangen rijkelijk gedecoreerde, expliciete schilderijen die elkeen die niet uit Abdera komt, volkomen ongepast zou vinden. Met grote trots verklaren ze dat geen enkele andere staat zo aangenaam om te wonen als Abdera is (ook al hebben slechts weinigen Abdera ooit verlaten en kunnen ze het dus nergens mee vergelijken). De enige andere stad waar ze naar opkijken, is Athene, en de Abderieten beschouwen hun stad als het Athene van Thracië. Abdera is een republiek; de dagelijkse leiding is in handen van de nomophylax en de archont Onolaüs. De proletarische klasse wordt door Pfriem vertegenwoordigd, een opvliegende voorzitter van de gilde der schoenlappers. In het parlement wordt gedebatteerd om te debatteren, niet om zaken te beslechten, en het belangrijkste is dat stemmingen vóór de lunchpauze afgelopen zijn. De stad heeft twee heiligdommen: enerzijds vereren de Abderieten Latona en anderzijds Jason, die ze van held tot god gepromoveerd hebben en wiens Gulden Vlies ze naar eigen zeggen bewaren.
Democritus heeft een heel rariteitenkabinet met zich meegebracht, en de nieuwsgierige Abderieten bestoken hem met vragen over zijn ontdekkingsreizen, niet omdat ze willen leren, maar omdat ze van spannende en ongeloofwaardige verhalen houden. Een parlementslid dat de dikke raadsman genoemd wordt en zichzelf belezen vindt, vraagt Democritus naar allerlei mythologische figuren waarover hij gelezen heeft en is ontgoocheld wanneer de filosoof beweert dat hij ze niet gezien heeft. Ze willen van hem niet geloven dat de mensen in Ethiopië zwart zijn en vinden het een belachelijk idee dat hij een zwarte vrouw genaamd Gulleru als mooi wil omschrijven. Deze Gulleru blijkt bij hem te wonen, al blijft onduidelijk waarom.
Geërgerd door de dwaasheid van zijn stadsgenoten trekt Democritus zich aan de rand van Abdera in een bos terug; de Abderieten wantrouwen hem toenemend en denken dat hij aan zwarte magie doet. Uiteindelijk zwicht hij onder de druk en maakt hen wijs dat hij weet hoe hij met vogels kan praten: hij vertelt hun een onzinnig recept om een draakje te maken dat die magische gave verleent. Ze geloven hem niet wanneer hij zegt dat het maar een grap was.

### Tweede boek. Hippocrates in Abdera
Kleine uitweiding over de filosofie van Democritus: volgens Democritus bestaat alles wat bestaat in de natuur. Daaruit volgt dat per definitie niets bovennatuurlijk kan zijn. Dit vinden de Abderieten een gevaarlijke gedachte. Hogepriester Strobylus is de behoeder van de heilige kikkers. Kikkers staan onder de hoede van de godheid Latona, omdat zij ooit enkele Miliërs in kikkers veranderde uit wraak omdat die haar tijdens een droogte niet uit hun vijver lieten drinken. De Abderieten stammen af van de Miliërs; bijgevolg zijn de kikkers rechtstreekse afstammelingen van hun voorouders. Ze leven in een heilige vijver en worden met veel respect en zorg behandeld.
Het gerucht doet de ronde dat Democritus ’s nachts door een buis naar de sterren kijkt en dat hij allerlei kruiden plukt; hij is waarschijnlijk gestoord. Wanneer hogepriester Strobylus echter verneemt dat hij enkele kikkers levend ontleed heeft, is hij zeer vertoornd omtrent deze blasfemie en trekt naar het huis van de filosoof om de zaak te onderzoeken. Democritus dient zijn beste pauw als avondmaal op, gevuld met gouden muntstukken; hierdoor wordt het oordeel van de priester veel milder. Strobylus gaat te rade bij de raadsman Thrasyllus, een neef van Democritus, die de zaak aan zijn sycofant doorgeeft. De sycofant besluit de raad voor te leggen, een medische expertise in te winnen. Hippocrates van Kos wordt ontboden om te onderzoeken of Democritus nog bij zijn volle verstand is.
Democritus en Hippocrates kunnen het meteen uitstekend met elkaar vinden. Na lange gesprekken treedt Hippocrates voor het parlement en verklaart dat zijns inziens Democritus kerngezond is, maar de Abderieten waarschijnlijk allemaal krankzinnig zijn. Hij raadt hun aan, een enorme scheepslading nieskruid te bestellen en verlaat stante pede de stad. De Abderieten zijn met verstomming geslagen.

### Derde boek. Euripides onder de Abderieten
Uitweiding over het culturele leven van Abdera. De Abderieten zijn immense liefhebbers van het theater. Hun voorliefde is dermate sterk dat de stadsraad ten minste tweemaal per week een toneelstuk met openbare gelden financiert, ten koste van andere noodzakelijke voorzieningen. Het actuele theaterstuk is steeds het voornaamste gespreksonderwerp op straat. Het is een teken van eerbaarheid voor de gehele familie indien ten minste één telg een werk geschreven heeft, en iedere zichzelf respecterende politicus heeft een toneelstuk gemaakt. De grote nationale dichters van Abdera zijn Hyperbolus, auteur van ruim 120 toneelstukken, en Thlaps, uitvinder van een nieuw genre, de Thlapsedie: dit is noch blijspel, noch treurspel, maar iets ertussenin. Paraspamus is een gewaagde vernieuwer, die gewelddadige stukken zonder tekst maar met veel bloedvergieten schrijft. De populairste actrice van Abdera is Eukolpis, omdat ze zo weinig mogelijk kleren draagt. Gryllus, de huidige nomophylax, beroemt zich erop een extreem productieve componist te zijn en partituren voor het theater op nauwelijks een week tijd te componeren.
De Andromeda van Euripides wordt in het nationale theater gespeeld, met oorverdovende muziek en in een regie van Gryllus. Het is de gewoonte in Abdera dat men na de voorstelling aan elkaar vraagt hoe het stuk bevallen is; het antwoord hierop luidt ‘zeer goed’. Ditmaal is er één man in het publiek die minder enthousiast is: hij heeft kritiek op de regie. De overige toeschouwers zijn hierdoor in de war; ze begrijpen niet hoe iemand niet onder de indruk van Gryllus’ regisseerwerk kan zijn, en Gryllus zelf wordt erbij gehaald. Dan blijkt dat de man Euripides zelf is, die onderweg is naar koning Archelaüs van Macedonië.
Na veel aandringen gaat Euripides ermee akkoord, de Andromeda zelf op te voeren met de troep die hem vergezelt; hij maakt er een uiterst sentimentele, kitscherige voorstelling van. Euripides bedoelt het sarcastisch, maar de Abderieten verkeren na de voorstelling in een dermate hoge graad van extase dat het stuk nog maandenlang op straat geciteerd wordt en de aria’s in elk steegje weerklinken.

### Vierde boek. Het proces om de schaduw van de ezel
Struthion is een tandarts uit Megara die reeds vele jaren in Abdera woont en geregeld naar de omringende dorpen in Thracië trekt om op de markten te staan. Op een hete zomerdag laat de ezelin waarop hij gewoonlijk rijdt het afweten; hij huurt een ezel bij een ezeldrijver genaamd Anthrax, die te voet naast hem mee stapt in de richting van de bestemming. Ze trekken onder een verschroeiende zon door een kaal terrein zonder de geringste begroeiing. Halverwege het traject wordt de hitte Struthion te veel; hij stapt af en gaat in de schaduw van de ezel zitten. Anthrax is hier niet mee opgetogen: hij heeft wel de ezel verhuurd, maar niet de schaduw, en eist dat de tandarts twee drachmen extra betaalt voor het gebruik van de schaduw. Struthion weigert resoluut meer te betalen voor iets wat volgens hem inherent in de overeenkomst was inbegrepen, waardoor het hier om contractbreuk gaat. Ze keren terug naar Abdera en leggen het geschil aan een rechter voor.
Philippides, de stadsrechter, heeft als grootste zwakte dat hij nooit een beslissing kan nemen en steeds diegene gelijk geeft die als laatste gesproken heeft. Dientengevolge tracht eenieder die voor de rechter verschijnt, zo veel mogelijk aan het woord te zijn en door de tegenpartij heen te praten. Na de ezel geïnspecteerd te hebben, besluit de rechter een officiële zitting voor het college van wijzen bijeen te roepen. Beide partijen gaan huns weegs, gesteund door hun sycofanten.
Tandartsen behoren in Abdera tot de schoenlappersgilde, want ze zijn als het ware tandlappers. Bijgevolg is Struthions krachtigste medestander de gildevoorzitter Pfriem, die het schandalig vindt dat iemand een lid van zijn gilde twee drachmen wilde aftroggelen. Anthrax heeft minder goede connecties: hij is slechts een ezelboer op het landgoed van de Jason-tempel. Echter, de aartspriester van de Jason-cultus, Agathyrsus, is een groot liefhebber van de theatrale kunsten, en in het bijzonder van danseressen die hem ’s avonds privévoorstellingen geven. Anthrax’ dochter, Gorgo, ambieert een carrière in het theater en wordt door haar moeder aangemoedigd, zeer intieme connecties met Agathyrsus te onderhouden. Op deze wijze komt het verhaal van de ezeldrijver hem ter ore: Agathyrsus ziet zijn kans schoon, te bewijzen dat hij een vriend van het gewone volk is en neemt het voor Anthrax op.
De wijzen beslissen in het voordeel van Struthion, aangezien de schaduw onlosmakelijk met de ezel verbonden is en zonder de ezel zelfs helemaal niet zou kunnen bestaan. Polyphonus, sycofant voor de tegenpartij, dient een bezwaarschrift in. Philippides besluit de zaak voor de senaat te brengen, hetgeen betekent dat het proces zich nog maandenlang zal uitstrekken. Gemakshalve wordt de partij van de ezeldrijver de ezels gedoopt, terwijl de partij van de tandarts zich de schaduwen noemt. Elkeen in Abdera kiest voortaan partij voor de ene of de andere, en de standaardvraag bij ontmoetingen luidt dan ook: „Ben jij een schaduw of een ezel?”
Om historische redenen botert het niet tussen Agathyrsus, aartspriester van Jason, en Strobylus, hogepriester van Latona: Agathyrsus krijgt hogere toelagen uit de staatskas. Daar Agathyrsus voor de ezels partij heeft gekozen, sluit Strobylus zich bij de schaduwen aan: zodoende verwordt de twist om de ezelsschaduw tot een religieuze aangelegenheid. Strobylus verzint een list: hij verklaart dat de heilige kikkers van Latona bij nachte in een geweeklaag uitbreken omdat Agathyrsus heiligschennis begaat: hij heeft ooievaars in de tuinen van zijn Jason-tempel. De raad van wijzen stuurt een delegatie naar Agathyrsus om hem te arresteren. Agathyrsus ontvangt hen op een troon en herinnert hen eraan dat de Jason-tempel buiten de jurisdictie van de republiek valt. Hij stuurt de afgevaardigden weg; Pfriem van de schaduwpartij voelt zich ten diepste beledigd. Er breken rellen in Abdera uit; het leger moet de orde herstellen. Onolaüs, de archont, heeft er genoeg van en dreigt ermee af te treden.
De raad van vierhonderd wordt door Physignatus toegesproken, een leerling van Gorgias die als sycofant voor Struthion optreedt. Hij argumenteert dat het on-Abderitisch is, een door de hitte verschroeide man zijn schaduw te ontnemen, en dat de schaduw niet door de ezel veroorzaakt wordt, maar door het feit dat de zon door een lichaam tegengehouden wordt. De schaduw is derhalve slechts een schaduw van een lichaam en heeft niets met ‘ezelheid’ als dusdanig te maken. De schaduw was slechts het vaste accessoire van de ezel en dientengevolge in de huurovereenkomst inbegrepen. Polyphonus, de sycofant van de ezelpartij, beweert daarentegen dat Anthrax de ezel niet voor zijn schaduw verhuurde, maar om Struthion te vervoeren. Dat de tandarts weigerde, een billijke vergoeding voor het schaduwgenot te betalen, maakt hem zelf tot een ezel. Polyphonus belooft Anthrax na afloop van het proces vijfentwintig stokslagen te geven wegens tijdverspilling van de raad, alsmede al diegenen die aan de volksopstand onder leiding van Pfriem deelgenomen hebben de materiële steun van de Jason-tempel voortaan te ontzeggen. Physignatus eist desalniettemin een definitief vonnis van de raad. De rechters zitten met de handen in het haar.
Wanneer de ezel uit zijn stal breekt en door de straten van Abdera struint, bekoelt het volk zijn woede op de bron van alle ellende. De ezel wordt met huid en haar uiteengereten en het proces is de facto beëindigd. Thlaps schrijft een toneelstuk over het ezelsschaduwproces, dat door Strobylus en Democritus bijgewoond wordt. Kort daarop verlaat Democritus de stad en verdwijnt uit de geschiedenis.

### Vijfde boek. De kikkers van Latona
Na het einde van het ezelsschaduwproces verzoende Agathyrsus zich met Strobylus, door alle ooievaars uit Abdera te verjagen. Ten teken van zijn tegemoetkoming liet hij zelfs een nieuwe sloot voor de heilige kikkers aanleggen. Hieruit ontstond een nieuwe mode: overal in de stad werden grachten en sloten voor kikkers aangelegd, en de Nestos werd omgeleid zodat in alle straten aan weerszijden van de weg een kikkerriool gegraven kon worden. Uiteindelijk krieuwelde de stad van de kikkers, doch niemand legde het verband met de toegenomen huidziekten en andere aandoeningen onder de bevolking.
Vele decennia later is in Abdera naar Atheens voorbeeld een academie gesticht. Een van de filosofen heet Korax en heeft in Athene gestudeerd; hij maakt zich ernstige bedenkingen bij het feit dat Abdera één grote kikkerpoel is en zelfs de vergaderingen van de academie tussen de kikkers plaatsvinden. Wanneer hij op een vergadering te berde brengt dat het misschien toch geen briljant idee is, de kikkers de vrije loop te laten, zijn sommige academieleden geschokt. De voorzitter is van mening dat men omtrent alles vrij discussiëren mag — dat is tenslotte het doel van filosofie —, maar kikkers zijn te sacraal om ze zonder ontzag te bejegenen.
Op een plechtigheid worden per ongeluk enkele tientallen kikkers vertrappeld; niettegenstaande toegewijde verzorging overlijden de meeste. De raad bezint zich over maatregelen; de huidige nomophylax, Hypsiboas, is tevens de hoogste kikkerbehoeder van Abdera. De meeste raadsleden beklagen zich weliswaar privé over de enorme hoeveelheid kikkers, maar in het openbaar is dit ongepast. Meidias is een verwant van Korax en stelt voor, bij de academie advies in te winnen. De priesters van Jason zijn heden ten dage machtig geworden, en de academievoorzitter wil hen liefst te vriend houden. Archont Onokradias geeft de academie de opdracht, een oplossing voor het kikkerprobleem te bedenken.
Stilbon is de derde Latona-priester sedert het overlijden van Strobylus. Hij is een wereldvreemde kamergeleerde, die exact weet waar lang verdwenen dorpjes lagen en wat daar eeuwen geleden geschiedde, maar geen idee heeft van het reilen en zeilen in de dagelijkse politiek. Wanneer de nomophylax hem het nieuws brengt dat Onokradias de opdracht tot een oplossing voor de kikkerplaag gegeven heeft, kan hij niet begrijpen hoe iemand ooit zou kunnen vinden dat er te veel kikkers zijn. Hij heeft een dikke en uitvoerige monografie over de oorsprong van de heilige kikkers geschreven, en gaat het boek aan Onokradias overhandigen, die het echter weigert te lezen. Stilbon is verbijsterd dat iemand blind voor de heiligheid van de kikkers kan zijn. Hij tijgt huiswaarts en schrijft een uitgebreid exposé ter verdediging van de kikkers.
Korax leest Stilbons boek en formuleert een antwoord. Het argument van Stilbon gaat van de kiemen- of homunculustheorie uit: „alle verwekking is niets dan de ontwikkeling van oorspronkelijke kiemen”. Volgens Stilbon is het een onweerlegbaar feit dat Latona de Milische boeren die haar geen water wilden geven in magische kikkers veranderde; alle afstammelingen van de kikkers zijn deswege de afstammelingen van de voorouders der Abderieten. Korax bezigt hiertegen een reductionistisch argument: indien de kiemen van de Milische boeren thans nog in de kikkers aanwezig zijn, moeten ze in hun vorige generaties telkenmale veel kleiner geweest zijn; doorrekenend naar de tijd van Latona zou dat betekenen dat de magische kiemen in de oorspronkelijke kikkers vele triljoenen malen kleiner en dus wellicht helemaal niet waarneembaar waren. Het getal ware dermate lang dat geen enkel perkament groot genoeg is om alle nullen te bevatten. Hij besluit zijn expertise met drie opties: door de kikkers verdreven worden, tot Latona bidden om zelf in kikkers veranderd te worden, of de kikkers opeten. Deze laatste optie adviseert hij de senaat; hij heeft in het buitenland gezien dat kikkers perfect eetbaar zijn en tot pastei verwerkt kunnen worden.
Het voorstel, de heilige kikkers te eten, schandaliseert grote delen van de bevolking, en er ontstaan opnieuw twee partijen: de batrachosedisten, die de kikkers willen vrijwaren, en de batrachofagen, die ze willen opeten. Hogepriester Stilbon schrijft een gigantisch boek waarin hij de academie aanvalt, maar niemand wil het lezen. Het boek wordt door kruiers naar het huis van Korax gebracht, die geen plaats heeft om het te bewaren. Uiteindelijk wordt het immense boek aan de nationale bibliotheek geschonken.
Ondanks alle misbaar wordt niets tegen de kikkers ondernomen, en het daaropvolgende jaar wordt Abdera door een muizen- en rattenplaag geteisterd, die alle oogst vernielt. Het woedende volk bestormt het stadhuis. Onokradias spreekt de menigte toe en zegt dat de enige oplossing erin bestaat, Abdera te verlaten. ’s Anderendaags trekt de gehele bevolking weg uit de stad. In Macedonië worden ze door koning Kassander aangetroffen. Wanneer hij verneemt dat de Abderieten door kikkers, muizen en ratten verdreven zijn, lacht hij hen uit, doch hij geeft hun toestemming enkele jaren aan de rand van Macedonië te wonen. Na enkele jaren keren de Abderieten terug en valt er uit de geschiedschrijving kennelijk weinig noemenswaardigs meer over hen te vermelden.

### De sleutel tot de geschiedenis der Abderieten
In het nawoord vertelt Wieland hoe hij met het verhaal aangevangen is en dat mensen uit streken waar hij nooit geweest is en waar hij niemand kent, hem verzekeren dat hij personen uit hun directe omgeving accuraat beschreven heeft.